# Championnat de France de football de deuxième division 2000-2001
Navigation
Division 2 1999-2000 Division 2 2001-2002
Cette page résume les résultats de la saison du Championnat de France de football Division 2 2000-2001. Le FC Sochaux-Montbéliard remporte le titre de champion pour la deuxième fois après 1947.

## Les 20 clubs participants
- AC Ajaccio
- SCO Angers
- AS Beauvais
- SM Caen
- AS Cannes
- LB Châteauroux
- US Créteil
- FC Gueugnon
- Stade lavallois
- Le Havre AC
- Le Mans UC
- FC Lorient
- FC Martigues
- Montpellier HSC
- AS Nancy-Lorraine
- OGC Nice
- Nîmes Olympique
- Chamois niortais FC
- FC Sochaux-Montbéliard
- ES Wasquehal

## Classement
Victoire à 3 points
| Rang | Équipe                 | Pts | J  | G  | N  | P  | Bp | Bc | Diff |
| ---- | ---------------------- | --- | -- | -- | -- | -- | -- | -- | ---- |
| 1    | FC Sochaux-Montbéliard | 75  | 38 | 21 | 12 | 5  | 67 | 27 | +40  |
| 2    | FC Lorient             | 74  | 38 | 21 | 11 | 6  | 58 | 34 | +24  |
| 3    | Montpellier HSC R      | 68  | 38 | 18 | 14 | 6  | 52 | 26 | +26  |
| 4    | Chamois niortais FC    | 59  | 38 | 15 | 14 | 9  | 58 | 44 | +14  |
| 5    | AS Nancy-Lorraine R    | 56  | 38 | 15 | 11 | 12 | 46 | 32 | +14  |
| 6    | LB Châteauroux         | 56  | 38 | 14 | 14 | 10 | 50 | 38 | +12  |
| 7    | Le Havre AC R          | 56  | 38 | 14 | 14 | 10 | 48 | 42 | +6   |
| 8    | Nîmes Olympique        | 53  | 38 | 14 | 11 | 13 | 53 | 56 | -3   |
| 9    | Stade lavallois        | 53  | 38 | 15 | 8  | 15 | 39 | 43 | -4   |
| 10   | FC Gueugnon            | 50  | 38 | 13 | 11 | 14 | 44 | 50 | -6   |
| 11   | AS Beauvais Oise P     | 47  | 38 | 11 | 14 | 13 | 38 | 42 | -4   |
| 12   | AC Ajaccio             | 46  | 38 | 12 | 10 | 16 | 32 | 40 | -8   |
| 13   | ES Wasquehal           | 45  | 38 | 11 | 12 | 15 | 37 | 40 | -3   |
| 14   | Le Mans UC 72          | 45  | 38 | 9  | 18 | 11 | 37 | 45 | -8   |
| 15   | OGC Nice               | 45  | 38 | 13 | 6  | 19 | 39 | 56 | -17  |
| 16   | US Créteil             | 43  | 38 | 10 | 13 | 15 | 37 | 43 | -6   |
| 17   | SM Caen                | 43  | 38 | 11 | 10 | 17 | 38 | 53 | -15  |
| 18   | FC Martigues P         | 39  | 38 | 8  | 15 | 15 | 30 | 46 | -16  |
| 19   | AS Cannes              | 34  | 38 | 8  | 10 | 20 | 45 | 66 | -21  |
| 20   | Angers SCO P           | 33  | 38 | 7  | 12 | 19 | 35 | 60 | -25  |

Promotions et relégations
- Promotion en Division 1 2001-2002
- Relégation en National 2001-2002
- Repêchage en Division 2 2001-2002

Abréviations
- P : Promu de National 1999-2000
- R : Relégué de Division 1 1999-2000

1. ↑  Le FC Martigues est repêché à la suite de la relégation du Toulouse FC en National.

## Buteurs
| Place | Joueur             | Nationalité   | Club                   | Buts |
| ----- | ------------------ | ------------- | ---------------------- | ---- |
| 1     | Francileudo Santos | Tunisie       | FC Sochaux-Montbéliard | 21   |
| 2     | Alain Caveglia     | France        | Le Havre AC            | 16   |
| 3     | Éli Kroupi         | Côte d'Ivoire | FC Lorient             | 15   |
| 4     | Laurent Dufresne   | France        | LB Châteauroux         | 14   |
| 5     | Cyrille Watier     | France        | SM Caen                | 13   |
| -     | David Suarez       | France        | AS Cannes              | 13   |
| -     | Lilian Compan      | France        | US Créteil             | 13   |
| -     | Toifilou Maoulida  | France        | Montpellier HSC        | 13   |
| 9     | Réginald Ray       | France        | AS Beauvais Oise       | 12   |
| -     | Lionel Rouxel      | France        | Stade lavallois        | 12   |
| -     | Pierre-Alain Frau  | France        | FC Sochaux-Montbéliard | 12   |

## Les champions de France de division 2
| Joueur             | Nationalité | Poste             | Matchs joués | Buts |
| ------------------ | ----------- | ----------------- | ------------ | ---- |
| Jean Fernandez     | France      | entraîneur        | 38           | -    |
| Vincent Fernandez  | France      | Gardien de but    | 38           | 0    |
| Benoît Pedretti    | France      | Milieu de terrain | 38           | 0    |
| Philippe Raschke   | France      | Défenseur         | 38           | 0    |
| Maxence Flachez    | France      | Défenseur         | 37           | 3    |
| Erwan Manac'h      | France      | Défenseur         | 35           | 4    |
| Adel Chedli        | Tunisie     | Milieu de terrain | 35           | 0    |
| Omar Daf           | Sénégal     | Défenseur         | 34           | 0    |
| Stéphane Crucet    | France      | Milieu de terrain | 32           | 11   |
| Francileudo Santos | Tunisie     | Attaquant         | 31           | 21   |
| Camel Meriem       | France      | Milieu de terrain | 31           | 3    |
| Pierre-Alain Frau  | France      | Attaquant         | 29           | 12   |
| Franck Durix       | France      | Milieu de terrain | 26           | 2    |
| Patrick Guillou    | France      | Défenseur         | 24           | 1    |
| Michaël Isabey     | France      | Milieu de terrain | 23           | 4    |
| Vincent Boulanger  | France      | Milieu de terrain | 19           | 1    |
| Anto Drobnjak      | Monténégro  | Attaquant         | 14           | 1    |
| Mickaël Pagis      | France      | Attaquant         | 12           | 3    |
| Sylvain Monsoreau  | France      | Défenseur         | 11           | 0    |
| Alexandre Finazzi  | France      | Attaquant         | 5            | 0    |
| Stéphane Dedebant  | France      | Milieu de terrain | 2            | 0    |
| Gilles Leclerc     | France      | Défenseur         | 2            | 0    |
| Kamal Tassali      | France      | Milieu de terrain | 2            | 0    |
| Cédric Faivre      | France      | Milieu de terrain | 1            | 0    |